# Jenő Jandó
Jenő Jandó (1. února 1952, Pécs – 4. července 2023) byl maďarský klavírista.

## Život
Začal se učit na klavír, když mu bylo sedm let. Později studoval na Hudební akademii Ference Liszta u prof. Katalin Nemesové a Pála Kadosi. V roce 1974 studia zakončil a stal se na své alma mater asistentem. Úspěšně účastnil mezinárodních soutěží, včetně soutěže Georges Cziffra a klavírní soutěže Ciani. Nicméně jeho profesní kariéra začala třetí cenou na Beethovenově klavírní soutěži ve věku 18 let. V roce 1973 byl také vítězem maďarské klavírní soutěže a získal první cenu v kategorii komorní hudby v mezinárodní klavírní soutěži v Sydney v roce 1977.
Jandó byl sólový i doprovodný umělec, jak ukazují jeho nahrávky, od kompletní nahrávky Beethovenových sonát po Schubertův kvintet „Pstruh“ a Beethovenova Klavírní tria č. 5–6, Opus 70 (Beethoven) a Klavírní trio č. 7 „Arcivévodské“.
Jako komorní hráč Jandó spolupracoval s Takako Nišizakiovou v nahrávkách houslových sonát Césara Francka a Edvarda Griega, kompletních Schubertových a Mozartových sonát. Jeho osobitý styl doprovodu se rovněž ukazoval v sonátě pro violoncello a klavír Zoltána Kodályho, stejně jako v novější nahrávce violoncellových sonát Ernő Dohnányiho, nahraných spolu s Marií Kliegelovou. Hrál čtyřručně s Zsuzsou Kollárovou, nahráli spolu mj. Mozartovy čtyřruční sonáty.
Nahrál přes 60 hudebních alb, včetně hudby Johanna Sebastiana Bacha, Ludwiga van Beethovena, Ferece Liszta, Roberta Schumanna, Franze Schuberta, Johanese Brahmse, Josepha Haydna, Bély Bartóka, Fryderyka Chopina a mnoho dalších skladatelů. Nahrával exkluzivně pro Naxos Records.

## Nahrávky
- 2006 Béla Bartók: Mikrokosmos, Naxos[3]